# Bahnhof Melrose

Bei der Melrose Railway Station handelt es sich um den ehemaligen Bahnhof der schottischen Ortschaft Melrose in den Scottish Borders. 1971 wurden die erhaltenen Bauwerke in die schottischen Denkmallisten in der höchsten Kategorie A aufgenommen.

## Verkehr
Die North British Railway eröffnete im Jahre 1849 das Teilstück von Edinburgh nach Hawick der späteren Waverley Line. Der Bahnhof von Melrose entlang der Strecke wurde am 20. Februar 1849 eröffnet. Er lag, aus Richtung Edinburgh kommend, rund vier Kilometer jenseits des Redbridge Viaduct über den Tweed zwischen den Bahnhöfen von Galashiels und St Boswells. Der Durchgangsbahnhof verfügte über zwei Gleise und diente sowohl dem Personen- als auch dem Güterverkehr. Nachdem der Güterumschlag in Melrose bereits am 18. Mai 1964 eingestellt wurde, wurde mit der Aufgabe der Bahnstrecke infolge der Beeching-Axt am 6. Januar 1969 der Bahnhof obsolet.

## Beschreibung
Der Bahnhof lag am Südrand von Melrose. Erhalten ist das markante, zweistöckige Bahnhofsgebäude im Neorenaissancestil mit L-förmigem Grundriss. Die nordexponierte Frontseite gliedert sich in drei Segmente. Der westliche ist drei Achsen weit und mit geschwungenen Zwerchgiebeln gestaltet. Wie auch an den restlichen Gebäudeteilen sind die Fenster mit profilierten, steinernen Mittelpfosten gearbeitet. Von den schiefergedeckten Satteldächern ragen oktogonale Kamine auf. Eine rechts abgehende Blendmauer, diente einst als rückwärtiger Abschluss des Bahnsteigs.
Der südliche Bahnsteig wurde im Rahmen der Verbreiterung der A6091 entfernt. Ein hölzernes Pultdach bedeckt den nördlichen Bahnsteig. Es wird von 14 gusseisernen Viertelbögen getragen, die auf gusseisernen Pfeilern ruhen. Bemerkenswert ist ein gusseisernes Urinal auf dem Bahnsteig. Die einstigen Außengebäude wurden zwischenzeitlich weitgehend niedergerissen. Bei Eröffnung wurde die Melrose Station als schönster Provinzbahnhof Schottlands beschrieben. Die erhaltenen Gebäude wurden zwischenzeitlich restauriert und beherbergen heute unter anderem eine Gaststätte.